# Université catholique de Louvain
Katolická univerzita v Lovani (UCLouvain) sídlící ve městě Nová Lovaň (francouzsky Université catholique de Louvain) je frankofonní (valonská) univerzita, která vznikla v důsledku schizmatu, k němuž došlo na původní historické Katolické univerzitě v Lovani v roce 1968. 
Po rozdělení se přesunula do nově postaveného města Ottignies-Louvain-la-Neuve (Nová Lovaň), 20 km na jih od Bruselu, zatímco nizozemskojazyčná (vlámská) část zůstala v původním městě Lovani. Několik fakult univerzity se nachází i v Bruselu.